# Xerocoprinus arenarius
Xerocoprinus là một loài nấm trong chi đơn loài Xerocoprinus arenarius, họ Agaricaceae. 